# Tuya
Tuya (tên khác: Tuy hoặc Mut-Tuya) là vương hậu của pharaon Seti I và là mẹ của Ramesses II - một trong những vị pharaon quyền lực nhất của Ai Cập cổ đại.
Bà nhận rất nhiều danh hiệu, được sắc phong bởi chồng và con trai của bà: "Người vợ hoàng gia vĩ đại", "Mẹ của Vua", "Người vĩ đại trong hậu cung của Amun", "Tình yêu của ông", "Vợ của thần thánh", "Nữ thần của Thượng và Hạ Ai Cập",...

## Thân thế

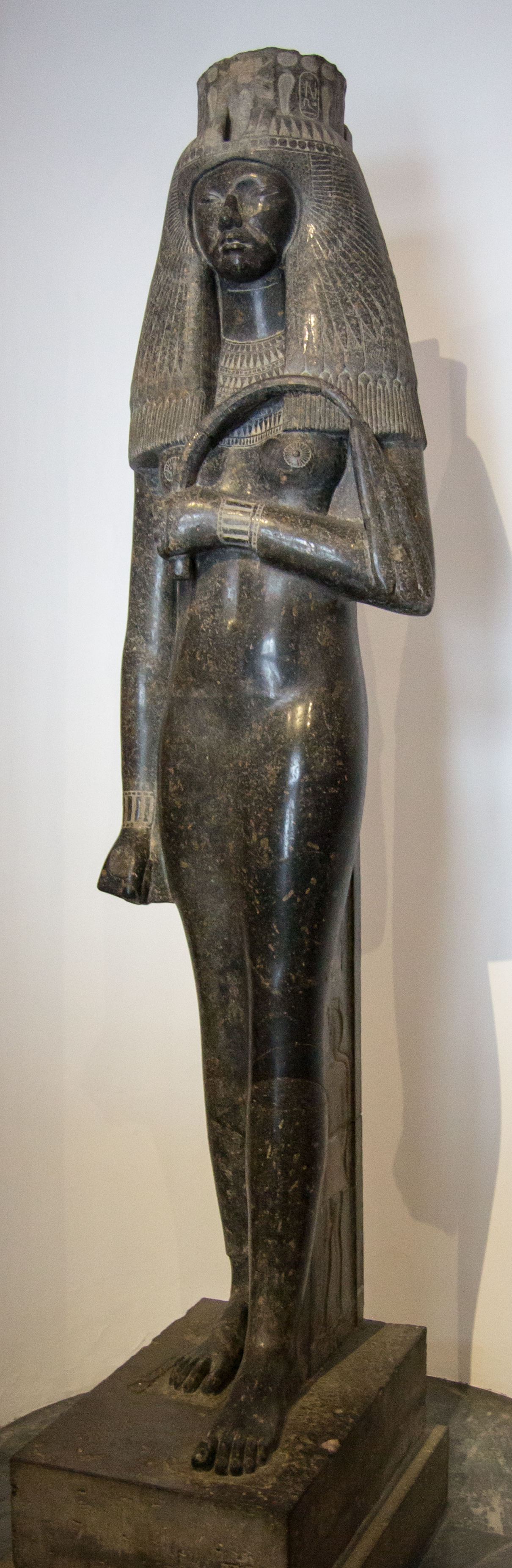
Bức tượng lớn bằng đá granite của Tuya

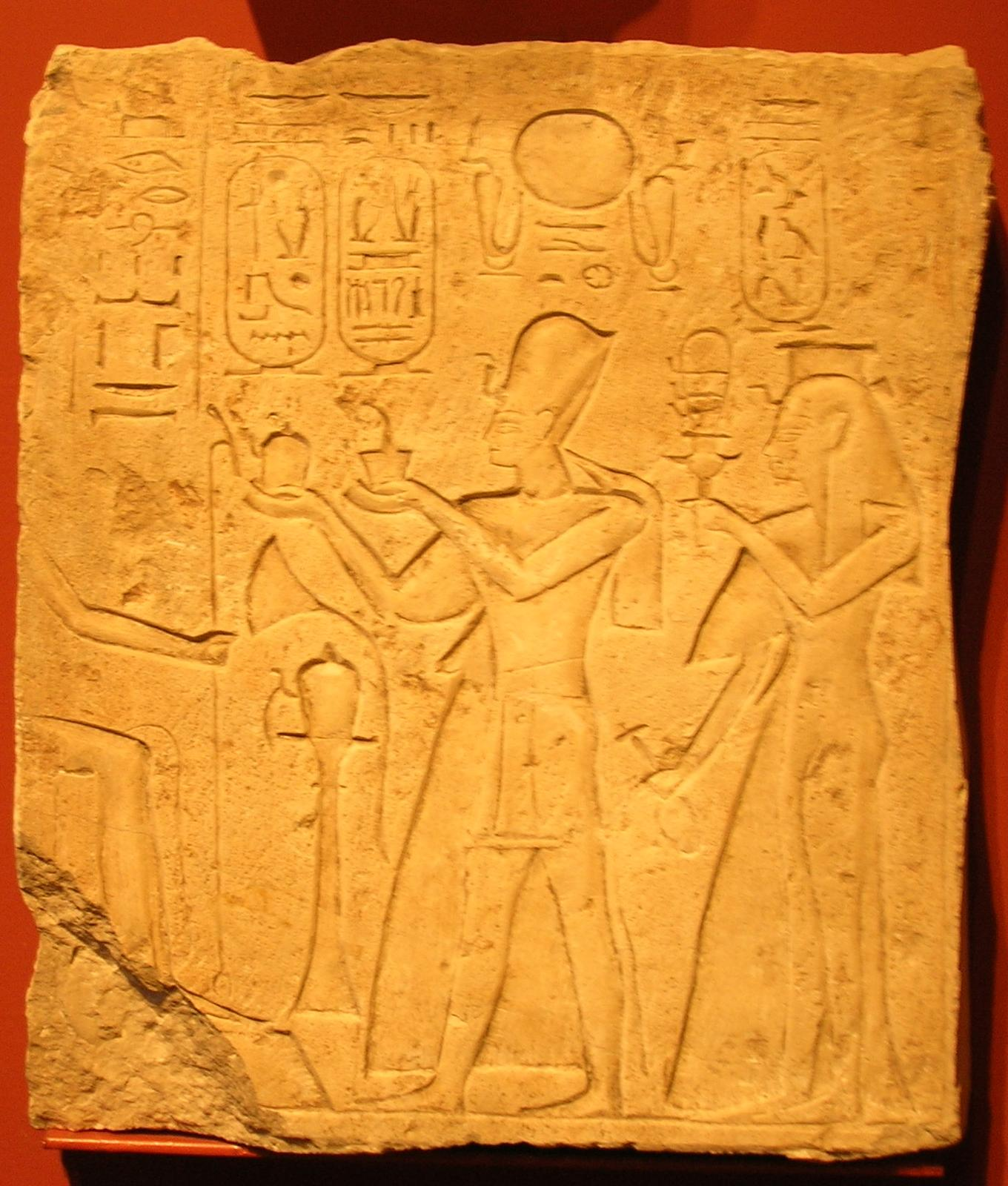
Ramesses II và hoàng hậu Tuya tế thần Osiris

Tuya là con gái của Raia, được biết đến là một vị tướng chỉ huy trong quân đội thông qua danh hiệu của ông ta, "Người đứng đầu những cỗ xe ngựa", "Người quản ngựa", "Người hầu quạt đứng bên phải của nhà vua". Tên của mẹ bà đã bị mất, chỉ còn sót lại phần cuối tên là uia, có thể là Ruia.
Bà kết hôn với Seti I dưới thời trị vì của pharaon Horemheb, tức là khi Ramesses I (cha của Seti I) chưa lên làm vua. Cả hai có với nhau ít nhất là 3 người con:
- Công chúa Tia, được sắc phong là "Chị em gái của Vua", lấy chồng là quan trông coi ngân khố cũng tên Tia, có hai con gái. Bà là chị của Nebchasetnebet và Ramesses II.
- Nebchasetnebet (khoảng 1305 – 1289 TCN), được phong Thái tử vào khoảng 1290 TCN. Vì là người kế vị trong tương lai nên ông được gửi tới Heliopolis để cai quản quân đội. Tuy nhiên, ông mất sau đó không lâu, vì vậy ngai vàng thuộc về tay của Ramesses.
- Ramesses II đại đế.
- Henutmire (?), là một công chúa và là một trong 8 hoàng hậu được sắc phong của Ramesses II. Bà không được gọi là "Chị em gái của Vua", nên không rõ bà là em gái hay là con gái của Ramesses II.

Không có ghi chép gì nhiều về cuộc đời Tuya trước khi bà lên làm hoàng hậu. Dựa vào một số giả định về các mốc thời gian, người ta có thể đoán được đôi điều về Tuya:
- Sinh vào khoảng những năm cuối trị vì của Tutankhamun (khoảng 1325 TCN)
- Kết hôn vào khoảng 15 - 16 tuổi
- Làm hoàng hậu khi gần 30 tuổi (năm đầu tiên của Seti I), nhận danh hiệu "Người vợ hoàng gia vĩ đại"
- Qua đời vào năm Ramesses II thứ 22

Seti I làm vua được 12 năm thì băng hà (1279 TCN), Tuya trở thành góa phụ. Ramesses II lên ngôi đã sắc phong cho mẹ mình danh hiệu "Mẹ của Vua" và đổi tên bà thành Mut-Tuya, ví bà như nữ thần Mut. Trong những năm đầu làm vua, Ramesses II đã thực hiện nhiều cuộc chinh phạt để lấy lại những vùng lãnh thổ đã bị quân Nubia và Hittites chiếm giữ trước đây, khôi phục lại biên giới của vương quốc Ai Cập.
Với vai trò là đồng nhiếp chính với Ramesses, bà đã giúp đỡ con mình khá nhiều trong việc cai trị đất nước. Điển hình là việc ký kết hiệp ước hòa bình giữa Ai Cập và Hittites vào năm 1259, thái hậu Tuya đã thực hiện việc trao đổi thư từ giữa hai vương quốc, nhưng được khoảng 1 năm thì bà qua đời. Bà sống đủ lâu để chứng kiến được những thành quả mà con trai mình xây dựng được và sự trưởng thành của những đứa cháu nội.

## Qua đời
Tuya qua đời vào khoảng năm 1258 TCN, thọ hơn 60 tuổi. Thi hài của bà được đặt trong một chiếc quách bằng đá granite, chôn tại ngôi mộ QV80 tại Thung lũng các Hoàng hậu. Cỗ quách này sau đó đã bị vỡ thành nhiều mảnh.
Khi khai quật ngôi mộ của Tuya, người ta phát hiện nhiều bình rượu được chôn theo bà. Một trong những chiếc bình đó có đánh dấu năm thứ 22 của Ramesses II, chứng tỏ bà đã qua đời trong thời gian này.

## Chứng thực
Rất nhiều tượng đài, đền thờ và bia đá được dành để ca tụng và tưởng niệm hoàng hậu Tuya.
- Bức tượng khổng lồ (cao gần 3 mét, hiện ở Bảo tàng Vatican) bằng đá granite đen, trên có hình ảnh của công chúa Henutmire (nằm bên trái dưới chân tượng). Một bản khắc trên đó nói về Tuya như sau: "Mẹ của vua phương nam và phương bắc Ai Cập, Mẹ của Con ưng vàng Horus, Bò đực khỏe mạnh, Chúa tể của hai vùng đất, Usermaatre Setepenre (Tên ngai của Ramesses II), Chúa tể của những vương miện, Ramesses II, được ban sự sống như thần Ra; Vợ của thánh thần và là Người vợ hoàng gia vĩ đại, Nữ thần của hai vùng đất, Tuya, đã sống".
- Tại đền thờ Ramesseum, những mảnh vỡ của một đền thờ nhỏ ở phía bắc dành cho Tuya được tìm thấy. Ramesses II đã cho xây dựng ngôi đền này dành cho mẹ mình. Tên cha và mẹ của bà được tìm thấy trên những mảnh vỡ này. Những dòng văn tự trên đền thờ của Ramesses II (tại Abydos) cũng nhắc đến bà.
- Một bức tượng mang một số các danh hiệu của Tuya và nhiều viên gạch mang khung tên của bà và Ramesses II tại Tanis (thật ra là từ Pi-Ramesses, kinh đô cũ dưới thời Ramesses II).
- Hình ảnh của bà cũng xuất hiện trên lối vào của Đại sảnh Hypostyle (đền Karnak).
- Một bức tượng của Tuya tại Medinet Habu, một tại đền Ramesseum và một tại Abydos (2 bức này đã bị vỡ), 2 bức tượng khác tại Abu Simbel.
- Một mái đỡ bằng sa thạch tại Deir el-Medina có mang khung tên của bà và con trai.
- Một khung cửa (hiện lưu giữ tại thủ đô Viên, Áo) cho thấy Ramesses và Tuya tế thần Osiris.
- Nắp của một bình kín, mang diện mạo của Tuya, hiện ở Bảo tàng Luxor.